# Elecciones generales de Dominica de 2022
Las elecciones generales de Dominica de 2022 se celebraron el 6 de diciembre de ese año.

## Antecedentes
El 6 de noviembre de 2022 (tres días después del día de la independencia), el primer ministro Roosevelt Skerrit convocó elecciones anticipadas "para garantizar la renovación continua" de su gobierno. El día de la nominación de candidaturas sería el 18 de noviembre y la elección propiamente dicha el 6 de diciembre. El gobernante Partido Laborista de Dominica (DLP) anunció sus candidatos el 8 de noviembre.
Los partidos de oposición, incluidos los antiguos partidos gobernantes United Workers' Party (UWP) y Dominica Freedom Party (DFP), y organizaciones de la sociedad civil publicaron una carta abierta el 9 de noviembre condenando la convocatoria de elecciones ideada por Skerrit. Los observadores externos, incluidos la OEA, la Secretaría de la Mancomunidad de Naciones, la Caricom y la Corte de Justicia del Caribe, habían hecho recomendaciones para la reforma electoral en Dominica. Para 2022, Skerrit no había implementado ninguna de ellas. Ante esta situación, el UWP y el DFP decidieron boicotear las elecciones y pedir al presidente Charles Savarin volver a convocar la Asamblea. En una carta separada, la fundación no partidista Nature Island Dominica Civil Liberties Foundation (NIDCLF) señaló irregularidades en elecciones pasadas que ocurrieron debido a la falta de reformas.
Un partido de tres meses de antigüedad que no firmó la carta abierta, Team Unity Dominica (TUD), anunció su disposición a enfrentarse al DLP y solicitó el apoyo de otros partidos de oposición. El secretario general del TUD, Alex Bruno, también afirmó estar en contacto con posibles desertores del DLP. Candidatos independientes individuales también han anunciado planes para participar en las elecciones.
El politólogo Peter Wickham señaló que la convocatoria a elecciones se produjo poco después de la renuncia del líder del UWP, para que Skerrit evitara la competencia de un nuevo líder opositor.

## Sistema electoral

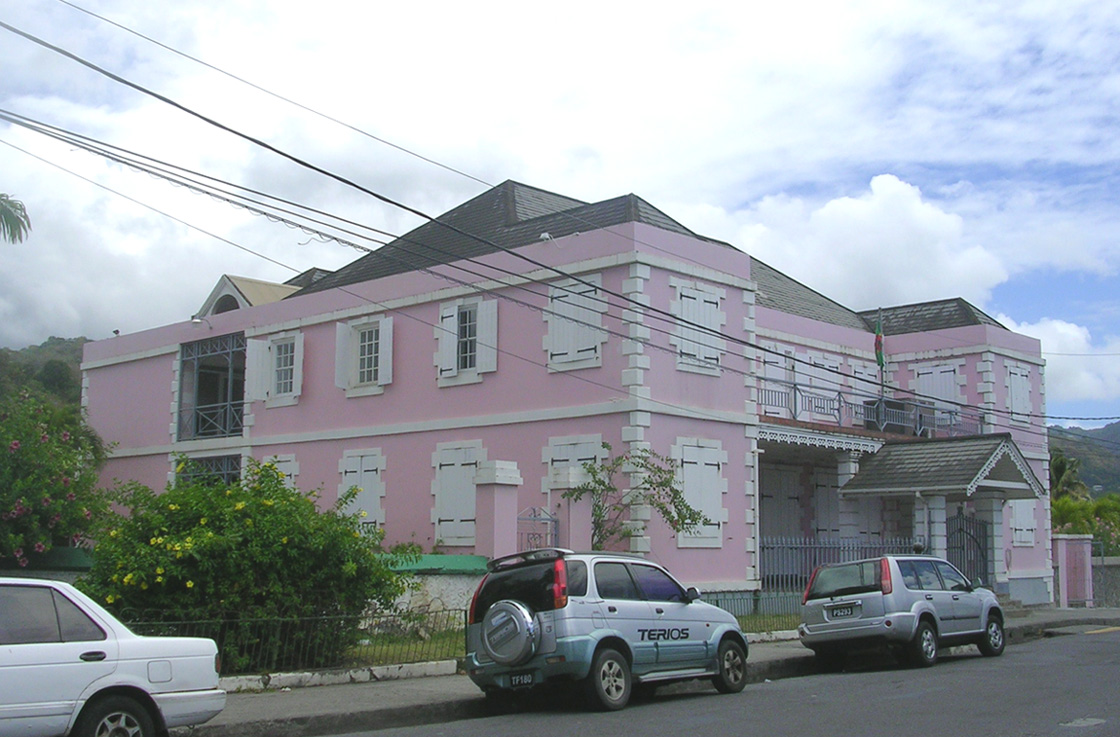
El edificio de la Cámara de la Asamblea en Roseau

Los 21 miembros electos de la Cámara de la Asamblea se eligen en distritos uninominales. Otros nueve miembros son elegidos por la Asamblea después de su convocatoria o designados por el presidente (cinco por consejo del Primer Ministro y cuatro por consejo del Líder de la Oposición) para ser Senadores; el método de su elección se vota por voto popular, el voto es para determinar qué partido está en el poder, de allí el presidente es elegido por la Asamblea y el presidente nombra un Primer Ministro.

## Candidatos
Se nominaron 45 candidatos, 19 de los cuales son candidatos independientes.  Diez de los parlamentarios titulares de DLP no fueron nominados para un nuevo mandato.
En seis distritos electorales, el candidato del DLP fue el único candidato y ganó por defecto. El primer ministro Skerrit y el ministro de Salud, Irving McIntyre, fueron reelegidos de esta manera. Los cuatro restantes eran nuevos nominados.

## Desarrollo
La Organización de los Estados Americanos envió observadores electorales.

## Resultados
Según los resultados oficiales, el Partido Laborista de Dominica ganó 19 escaños, dos candidatos independientes obtuvieron un escaño y el TUD no obtuvo escaños.
|                         |                                     |        |             |         |             |  |  |  |  |
| Partidos                | Partidos                            | Votos  | %           | Escaños | +/–         |  |  |  |  |
|                         | Partido Laborista de Dominica (DLP) | 15 214 | 82,38       | 19      | 1           |  |  |  |  |
|                         | Equipo Unidad Dominica (TUD)        | 153    | 0,82        | 0       | Nuevo       |  |  |  |  |
|                         | Candidatos independientes           | 3102   | 16,80       | 2       | 2           |  |  |  |  |
|                         | Senadores (miembros designados)     |        |             | 9       | Sin cambios |  |  |  |  |
|                         | Miembros ex officio                 | 2      | Sin cambios |         |             |  |  |  |  |
|                         |                                     |        |             |         |             |  |  |  |  |
| Votos válidos           | Votos válidos                       | 18 469 | 96,87       |         |             |  |  |  |  |
| Votos blancos y nulos   | Votos blancos y nulos               | 597    | 3,13        |         |             |  |  |  |  |
| Total                   | 19 066                              | 100    | –           | 32      | Sin cambios |  |  |  |  |
| Abstención              | 41 264                              | 68,40  |             |         |             |  |  |  |  |
| Inscritos/Participación | 60 330                              | 31,60  |             |         |             |  |  |  |  |